# Historiska monument och platser i Kaesong
Historiska monument och platser i Kaesong är ett världsarv i staden Kaesong i Nordkorea. Världsarvet består 12 olika fornminnen som vittnar om Koryodynastins era mellan 900-talet och 1300-talet:. Följande objekt ingår i världsarvet:
| ID          | Namn                                                            | Areal (ha) | Koordinater                                     |
| ----------- | --------------------------------------------------------------- | ---------- | ----------------------------------------------- |
| 1278rev-001 | Manwoldae och Kaesong Chomsongdae                               | 43,5       | 37°59′1″N 126°32′27″Ö / 37.98361°N 126.54083°Ö  |
| 1278rev-002 | Kaesongs stadsmurar                                             | 175,8      | 37°58′29″N 126°31′50″Ö / 37.97472°N 126.53056°Ö |
| 1278rev-003 | Koryo Songgyungwan                                              | 3,5        | 37°59′19″N 126°34′22″Ö / 37.98861°N 126.57278°Ö |
| 1278rev-004 | Kaesong Namdaeporten                                            | 0,5        | 37°58′9″N 126°33′29″Ö / 37.96917°N 126.55806°Ö  |
| 1278rev-005 | Sungyang Sowon                                                  | 2,9        | 37°58′19″N 126°33′45″Ö / 37.97194°N 126.56250°Ö |
| 1278rev-006 | Sonjukbron och Phyochungmunumenten                              | 1,8        | 37°58′26″N 126°34′4″Ö / 37.97389°N 126.56778°Ö  |
| 1278rev-007 | Wang Kons mauseoleum, Myongrungklustret och Sju gravars kluster | 214,6      | 37°58′54″N 126°30′29″Ö / 37.98167°N 126.50806°Ö |
| 1278rev-008 | Kongmins mausoleum                                              | 51,6       | 37°58′47″N 126°28′30″Ö / 37.97972°N 126.47500°Ö |